# Puchar Polski w piłce nożnej (2004/2005)
Puchar Polski w piłce nożnej mężczyzn 2004/2005 – 51. edycja rozgrywek mających na celu wyłonienie zdobywcy Pucharu Polski, który uzyskał tym samym prawo gry w II rundzie kwalifikacyjnej Pucharu UEFA w sezonie 2005/2006.
Finałowy dwumecz wygrała Dyskobolia Grodzisk Wielkopolski. W 2020 roku PZPN odebrał Dyskobolii Puchar w związku z tzw. "oszustwem sportowym" (efekt ówczesnej afery korupcyjnej w polskiej piłce nożnej). Pucharu Polski nie przyznano innemu klubowi.
W tym sezonie nastąpiła zmiana formuły rozgrywek. W rundzie wstępnej zagrało 16 finalistów PP na szczeblu wojewódzkim. Wyznaczone poprzez losowanie pary rozegrały tylko jeden mecz, a zwycięzcy awansowali do pierwszej rundy. W pierwszej rundzie zmierzyło się ośmiu zwycięzców rundy wstępnej, 16 zdobywców PP na szczeblu wojewódzkim, 16 drużyn z drugiej ligi z sezonu 2003/2004 oraz cztery drużyny z ekstraklasy, które w sezonie 2003/2004 zajęły miejsca 11-14. Razem: 44 zespoły. W losowaniu zostało rozstawionych 20 drużyn (z I i II ligi). Do fazy grupowej (drugiej rundy) awansowali zwycięzcy 22 meczów.
W drugiej rundzie 32 zespoły zostały podzielone na osiem grup po cztery drużyny. Udział wzięło 22 zwycięzców pierwszej rundy oraz 10 zespołów z pierwszych dziesięciu miejsc ekstraklasy sezonu 2003/2004. Osiem pierwszych drużyn I ligi sezonu 2003/2004 było rozstawionych i każda z nich trafiła do innej grupy. Na tym etapie PP obowiązywała zasada mecz i rewanż. Do 1/8 finału awansowały po dwa najlepsze zespoły z każdej grupy. Od tego momentu obowiązywał system play-off (dwumecz). W finale rozegrane zostały dwa spotkania, na stadionach obu finalistów.
Do Pucharu UEFA kwalifikuje się tylko zdobywca PP, a nie jak dotychczas w przypadku, kiedy zdobywca trofeum wygrywał także ligę – finalista PP.

## Runda wstępna
Mecze zostały rozegrane 24 lipca 2004.
Lechia Gdańsk – Jagiellonia II Białystok 2:2, k. 4:2 (Wasicki 23' Melaniuk 25' - Onofryjuk 31' Łoszakiewicz 89')

Burza Gręboszów – Gawin Królewska Wola 0:2 (Janus 72' Wójcik 90'k.)

Polonia Słubice – Odra Chojna 1:2 dogr. (Groblica 29' - Kierul 74' Michalski 110')

Warta Poznań – Raków Częstochowa 0:2 (Czok 35' Kołaczyk 53')

Chemik Bydgoszcz – Huragan Morąg 3:1 (Korecki 5' Kardasz 73' Filarski 84' - Krajewski 36')

Przebój Wolbrom – LZS Turbia 2:1 (Kasprzyk 48' Szybalski 55' - Lenart 68')

Łada Biłgoraj – WKS Wieluń 1:0 (Zarczuk 71')

MG MZKS Kozienice – Pogoń Staszów 3:0 (vo)

## I runda
Mecze zostały rozegrane 3 sierpnia 2004.
Lechia Gdańsk – Szczakowianka Jaworzno 3:3, k. 0:2 (Wasicki 16' Gąsiorowski 18'k. Rusinek 114' - Seweryn 17' 109' Iwański 61')

MG MZKS Kozienice – Świt Nowy Dwór Mazowiecki 0:4 (Bilski 29' 69' Gmitrzuk 50' Cieśla 57')

Gawin Królewska Wola – Zagłębie Lubin 1:2 (Kalousek 85' sam. - Murdza 65' 71')

Odra Chojna – Arka Gdynia 0:1 (Dymkowski 90')

Raków Częstochowa – GKS Bełchatów 2:3 (Czok 47' Popko 89' - Kuranty 72' Król 82' Pawlusiński 90')

Chemik Bydgoszcz – KSZO Ostrowiec Świętokrzyski 0:3 (Podstawek 18' Czerbniak 79'k. Mężyk 87')

Przebój Wolbrom – Górnik Polkowice 1:4 (Koterba 88' - Majewski 11' Moskal 16' Górski 26' Pytlarz 36')

Łada Biłgoraj – Piast Gliwice 2:2, k. 2:4 (Kukiełka 7' Zarczuk 27' - Bodzioch 50' Pałkus 54')

Warmia Grajewo – Polonia Warszawa 1:4 (Kołłątaj 56' - Imeh 4' 48' Stokowiec 20' Kluzek 60')

Olimpia Sztum – Jagiellonia Białystok 2:0 (Twardowski 2' Dudziński 25')

Mazowsze Grójec – RKS Radomsko 1:1, k. 2:1 (Główka 12' - Berensztajn 40'k.)

Skalnik Gracze – Cracovia 2:1 (Kownacki 18' Worek 69' - Giza 34')

Korona Kielce – Widzew Łódź 3:0 dogr. (Piechna 97' 105' Wójcik 101')

Stal Mielec – Aluminium Konin 2:1 (Pęgiel 66'k. Abramowicz 76' - Nowacki 45')

Promień Żary – Podbeskidzie Bielsko-Biała 0:4 (Radler 41' Rozmus 53' Rączka 54' Bujok 90')

Koszarawa Żywiec – Polar Wrocław 3:0 (Socha 5' Wramba 12' Marszałek 43')

Warta Sieradz – ŁKS Łódź 0:5 (Bolimowski 30' Wachowicz 45' Niżnik 71' Nuckowski 88' 90')

Drwęca Nowe Miasto Lubawskie – Ruch Chorzów 4:1 (Rogalski 13' Domżalski 32' Bała 35' Paulewicz 67' - Śrutwa 80')

Stal Kraśnik – Tłoki Gorzyce 1:2 dogr. (Wiącek 1' - Ławryszyn 88' Kusiak 94')

Wisła II Kraków – Kujawiak Włocławek 1:2 (Kokoszka 54' - Trzeciakiewicz 52' Klepczarek 59')

Victoria Września – Kotwica Kołobrzeg 0:4 (Gosik 9' 30' 72' Grodzicki 80')

Sparta Świdnica – Pogoń Szczecin 2:3 (Abramowski 28' 53'k. - Łabędzki 20' Masternak 40' Moskalewicz 42')

## Faza grupowa
Mecze zostały rozegrane pomiędzy wrześniem a grudniem 2004.

### Grupa 1
1 kolejka

Tłoki Gorzyce - Wisła Kraków 0:3 (Głowacki 8' Żurawski 33' 47')

Szczakowianka Jaworzno - Koszarawa Żywiec 0:0

2 kolejka

Tłoki Gorzyce - Koszarawa Żywiec 1:2 (Pacuła 90' - Augustyniak 37' Gadomski 84')

Szczakowianka Jaworzno - Wisła Kraków 1:2 (Księżyc 58'k. - Frankowski 74' 83')

3 kolejka

Szczakowianka Jaworzno - Tłoki Gorzyce 9:2 (Kozubek 7' 22' 42' Księżyc 26' Jaromin 28' 39' Gierczak 37' Chudy 45' Kaliciak 89' - Gielarek 40' Pacuła 67')

Koszarawa Żywiec - Wisła Kraków 0:2 (Zieńczuk 45' Frankowski 67')

4 kolejka

Wisła Kraków - Tłoki Gorzyce 2:0 (Gorawski 10' Zieńczuk 84')

Koszarawa Żywiec - Szczakowianka Jaworzno 1:1 (Socha 12' - Iwański 81'k.)

5 kolejka

Koszarawa Żywiec - Tłoki Gorzyce 2:0 (Socha 61' 85')

Wisła Kraków - Szczakowianka Jaworzno 4:0 (Szymkowiak 5' Cantoro 13' 54' Głowacki 41')

6 kolejka

Tłoki Gorzyce - Szczakowianka Jaworzno 1:1 (Ławryszyn 4' - Księżyc 22')

Wisła Kraków - Koszarawa Żywiec 4:0 (Żurawski 45' 70' Zieńczuk 52' 66')
| Poz. | Klub                   | M | Pkt. | Mecze | Mecze | Mecze | Bramki | Bramki |
| Poz. | Klub                   | M | Pkt. | zw.   | rem.  | por.  | zdob.  | str.   |
| ---- | ---------------------- | - | ---- | ----- | ----- | ----- | ------ | ------ |
| 1    | Wisła Kraków           | 6 | 18   | 6     | 0     | 0     | 17     | 1      |
| 2    | Koszarawa Żywiec       | 6 | 8    | 2     | 2     | 2     | 5      | 8      |
| 3    | Szczakowianka Jaworzno | 6 | 6    | 1     | 3     | 2     | 12     | 10     |
| 4    | Tłoki Gorzyce          | 6 | 1    | 0     | 1     | 5     | 4      | 19     |

### Grupa 2
1 kolejka

Świt Nowy Dwór Mazowiecki - Legia Warszawa 0:1 (Karwan 82')

Pogoń Szczecin - Mazowsze Grójec 8:1 (Terlecki 14' Parzy 24' Milar 51' Moskalewicz 63' Bugaj 77' 84' Pilarz 88'k. Kaźmierczak 90' - Tataj 22')

2 kolejka

Legia Warszawa - Mazowsze Grójec 1:0 (Saganowski 22')

Świt Nowy Dwór Mazowiecki - Pogoń Szczecin 2:0 (Kosiorowski 53' Samczyk 81')

3 kolejka

Pogoń Szczecin - Legia Warszawa 3:0 (Bugaj 56' Grzelak 84' 90')

Mazowsze Grójec - Świt Nowy Dwór Mazowiecki 3:1 (Dolewski 32' Petasz 44' Korkuć 89' - Czerkas 2')

4 kolejka

Legia Warszawa - Świt Nowy Dwór Mazowiecki 4:0 (Saganowski 33' 55' Smoliński 60' Włodarczyk 74')

Mazowsze Grójec - Pogoń Szczecin 1:0 (Stretowicz 35')

5 kolejka

Mazowsze Grójec - Legia Warszawa 1:2 (Czpak 63' - Włodarczyk 34' Saganowski 54')

Pogoń Szczecin - Świt Nowy Dwór Mazowiecki 3:0 (Bugaj 21' Matlak 55' Milar 59'k.)

6 kolejka

Legia Warszawa - Pogoń Szczecin 1:3 (Saganowski 61'k. - Matlak 63' Magdoń 67' 80')

Świt Nowy Dwór Mazowiecki - Mazowsze Grójec 1:0 (Cios 7')
| Poz. | Klub                      | M | Pkt. | Mecze | Mecze | Mecze | Bramki | Bramki |
| Poz. | Klub                      | M | Pkt. | zw.   | rem.  | por.  | zdob.  | str.   |
| ---- | ------------------------- | - | ---- | ----- | ----- | ----- | ------ | ------ |
| 1    | Pogoń Szczecin            | 6 | 12   | 4     | 0     | 2     | 17     | 8      |
| 2    | Legia Warszawa            | 6 | 12   | 4     | 0     | 2     | 9      | 7      |
| 3    | Mazowsze Grójec           | 6 | 6    | 2     | 0     | 4     | 6      | 13     |
| 4    | Świt Nowy Dwór Mazowiecki | 6 | 6    | 2     | 0     | 4     | 4      | 11     |

### Grupa 3
1 kolejka

Amica Wronki - Kotwica Kołobrzeg 5:1 (Łudziński 7' 78' F.Burkhardt 24' Sobociński 45'k. 89' - Gosik 27')

Zagłębie Lubin - Górnik Polkowice 2:2 (Mierzejewski 47' Murdza 81'k. - Kalinowski 17' Łagiewka 27')

2 kolejka

Kotwica Kołobrzeg - Górnik Polkowice 3:1 (Gosik 6' Muzyczuk 65' Jakubiak 85' - Grodzicki 41' sam.)

Amica Wronki - Zagłębie Lubin 2:1 (Kryszałowicz 80' Dembiński 90'k. - Szczypkowski 47'k.)

3 kolejka

Zagłębie Lubin - Kotwica Kołobrzeg 4:1 (Jackiewicz 11' 33' Piętka 24' Olszowiak 65' - Dubiela 15')

Górnik Polkowice - Amica Wronki 0:3 (Grzybowski 27' Kryszałowicz 51' M.Burkhardt 80'k.)

4 kolejka

Kotwica Kołobrzeg - Amica Wronki 1:2 (Halaburda 65' - Gregorek 33' Dziewicki 71')

Górnik Polkowice - Zagłębie Lubin 0:2 (Mierzejewski 24'k. Piszczek 48')

5 kolejka

Górnik Polkowice - Kotwica Kołobrzeg 4:0 (Gancarczyk 11' 65' Łagiewka 27' Adamski 86')

Zagłębie Lubin - Amica Wronki 1:2 (Kalousek 49' - M.Burkhardt 68' Grzybowski 74')

6 kolejka

Kotwica Kołobrzeg - Zagłębie Lubin 1:6 (Gosik 6' - Pach 2' 88' Niciński 22' Łobodziński 44' 79' Piszczek 75')

Amica Wronki - Górnik Polkowice 1:1 (Stasiak 27' - Gancarczyk 90')
| Poz. | Klub              | M | Pkt. | Mecze | Mecze | Mecze | Bramki | Bramki |
| Poz. | Klub              | M | Pkt. | zw.   | rem.  | por.  | zdob.  | str.   |
| ---- | ----------------- | - | ---- | ----- | ----- | ----- | ------ | ------ |
| 1    | Amica Wronki      | 6 | 16   | 5     | 1     | 0     | 15     | 5      |
| 2    | Zagłębie Lubin    | 6 | 10   | 3     | 1     | 2     | 16     | 8      |
| 3    | Górnik Polkowice  | 6 | 5    | 1     | 2     | 3     | 8      | 11     |
| 4    | Kotwica Kołobrzeg | 6 | 3    | 1     | 0     | 5     | 7      | 22     |

### Grupa 4
1 kolejka

Dyskobolia Grodzisk Wielkopolski - Olimpia Sztum 3:2 (Pawlak 11'k. Sikora 47' Ziarkowski 76' - Honory 74' Dudziński 86')

GKS Bełchatów - Piast Gliwice 2:1 (Popek 5' Król 41' - Chyła 74')

2 kolejka

Olimpia Sztum - Piast Gliwice 4:2 (Dudziński 9' 16'k. 29'k. Chmielewski 13' - Gamla 5' Chyła 47')

GKS Bełchatów - Dyskobolia Grodzisk Wielkopolski 1:2 (Pawlusiński 72' - Kozioł 70' Zając 77')

3 kolejka

GKS Bełchatów - Olimpia Sztum 9:1 (Wiechowski 14' Król 22' 51'k. 53' 68' 86' Pawlusiński 37' Matusiak 72' Kolendowicz 85' - Dudziński 49')

Piast Gliwice - Dyskobolia Grodzisk Wielkopolski 0:2 (Zając 69' Nowacki 88')

4 kolejka

Olimpia Sztum - Dyskobolia Grodzisk Wielkopolski 1:4 (Statkiewicz 66' - Kaczmarczyk 27' Ḱumbew 41' Piechniak 45' Ślusarski 59')

Piast Gliwice - GKS Bełchatów 0:4 (Dziedzic 39' 83' Wiechowski 75' Kolendowicz 89')

5 kolejka

Piast Gliwice - Olimpia Sztum 1:1 (Chyła 77' - Twardowski 84')

Dyskobolia Grodzisk Wielkopolski - GKS Bełchatów 1:1 (Kaczmarczyk 25' - Cecot 37')

6 kolejka

Olimpia Sztum - GKS Bełchatów 0:4 (Dziedzic 24'k. Pawlusiński 68' Kaczorowski 89' Matusiak 90')

Dyskobolia Grodzisk Wielkopolski - Piast Gliwice 3:0 (Ślusarski 11' Kozioł 28' Radzewicz 85')
| Poz. | Klub                             | M | Pkt. | Mecze | Mecze | Mecze | Bramki | Bramki |
| Poz. | Klub                             | M | Pkt. | zw.   | rem.  | por.  | zdob.  | str.   |
| ---- | -------------------------------- | - | ---- | ----- | ----- | ----- | ------ | ------ |
| 1    | Dyskobolia Grodzisk Wielkopolski | 6 | 16   | 5     | 1     | 0     | 15     | 5      |
| 2    | GKS Bełchatów                    | 6 | 13   | 4     | 1     | 1     | 21     | 5      |
| 3    | Olimpia Sztum                    | 6 | 4    | 1     | 1     | 4     | 9      | 23     |
| 4    | Piast Gliwice                    | 6 | 1    | 0     | 1     | 5     | 4      | 16     |

### Grupa 5
1 kolejka

Wisła Płock - Kujawiak Włocławek 3:2 (Sobczak 12' 31' Grudzień 81' - B.Abbott 27'k. Mrvaljević 74')

ŁKS Łódź - Odra Wodzisław Śląski 1:1 (Nuckowski 23' - Masłowski 56')

2 kolejka

Kujawiak Włocławek - Odra Wodzisław Śląski 1:1 (Gaca 27' - Rocki 54')

Wisła Płock - ŁKS Łódź 2:1 (Klimek 14' Gęsior 74' - Golański 45')

3 kolejka

ŁKS Łódź - Kujawiak Włocławek 5:2 (Golański 21' 62' Nuckowski 39' 45' 86' - Kwiatkowski 18' 45')

Odra Wodzisław Śląski - Wisła Płock 1:1 (Szewczuk 55' - Jarmuż 87')

4 kolejka

Kujawiak Włocławek - Wisła Płock 1:5 (Mrvaljević 64' - Klimek 17' Mierzejewski 25' Sobczak 68' 73' Dżikia 86')

Odra Wodzisław Śląski - ŁKS Łódź 3:0 (Masłowski 65' Rocki 82' Dopierała 90' sam.)

5 kolejka

Odra Wodzisław Śląski - Kujawiak Włocławek 3:0 (vo)

ŁKS Łódź - Wisła Płock 2:3 (Wachowicz 32' 67' - Mierzejewski 10' 35' Sobczak 22')

6 kolejka

Kujawiak Włocławek - ŁKS Łódź 0:3 (vo)

Wisła Płock - Odra Wodzisław Śląski 1:1 (Sobczak 42' - Masłowski 53')
| Poz. | Klub                  | M | Pkt. | Mecze | Mecze | Mecze | Bramki | Bramki |
| Poz. | Klub                  | M | Pkt. | zw.   | rem.  | por.  | zdob.  | str.   |
| ---- | --------------------- | - | ---- | ----- | ----- | ----- | ------ | ------ |
| 1    | Wisła Płock           | 6 | 14   | 4     | 2     | 0     | 15     | 8      |
| 2    | Odra Wodzisław Śląski | 6 | 10   | 2     | 4     | 0     | 10     | 4      |
| 3    | ŁKS Łódź              | 6 | 7    | 2     | 1     | 3     | 12     | 11     |
| 4    | Kujawiak Włocławek    | 6 | 1    | 0     | 1     | 5     | 6      | 20     |

### Grupa 6
1 kolejka

Lech Poznań - KSZO Ostrowiec Świętokrzyski 2:0 (Reiss 6' Majewski 57')

Arka Gdynia - Drwęca Nowe Miasto Lubawskie 2:1 (Wojnecki 50' Dymkowski 86' - Rybkiewicz 7')

2 kolejka

KSZO Ostrowiec Świętokrzyski - Drwęca Nowe Miasto Lubawskie 1:1 (Mężyk 76' - Bała 28')

Lech Poznań - Arka Gdynia 4:1 (Topolski 21' Nawrocik 33' Reiss 60' 65' - Ignaszewski 5')

3 kolejka

Arka Gdynia - KSZO Ostrowiec Świętokrzyski 1:1 (Jelonkowski 32' - Sobczyński 55')

Drwęca Nowe Miasto Lubawskie - Lech Poznań 2:0 (Bała 63' Włodarczyk 81')

4 kolejka

KSZO Ostrowiec Świętokrzyski - Lech Poznań 1:0 (Wieprzęć 53')

Drwęca Nowe Miasto Lubawskie - Arka Gdynia 1:1 (Rybkiewicz 48' - Jelonkowski 87')

5 kolejka

Drwęca Nowe Miasto Lubawskie - KSZO Ostrowiec Świętokrzyski 0:1 (Podstawek 75')

Arka Gdynia - Lech Poznań 0:0

6 kolejka

KSZO Ostrowiec Świętokrzyski - Arka Gdynia 1:0 (Preis 56')

Lech Poznań - Drwęca Nowe Miasto Lubawskie 5:0 (Reiss 9' 74' Telichowski 56' Zakrzewski 66' 85')
| Poz. | Klub                         | M | Pkt. | Mecze | Mecze | Mecze | Bramki | Bramki |
| Poz. | Klub                         | M | Pkt. | zw.   | rem.  | por.  | zdob.  | str.   |
| ---- | ---------------------------- | - | ---- | ----- | ----- | ----- | ------ | ------ |
| 1    | KSZO Ostrowiec Świętokrzyski | 6 | 11   | 3     | 2     | 1     | 5      | 4      |
| 2    | Lech Poznań                  | 6 | 10   | 3     | 1     | 2     | 11     | 4      |
| 3    | Arka Gdynia                  | 6 | 6    | 1     | 3     | 2     | 5      | 8      |
| 4    | Drwęca Nowe Miasto Lubawskie | 6 | 5    | 1     | 2     | 3     | 5      | 10     |

### Grupa 7
1 kolejka

Podbeskidzie Bielsko-Biała - Górnik Zabrze 3:2 (Prokop 51'k. Dubicki 55' Koman 74' - Aleksander 41' Lička 48')

GKS Katowice - Skalnik Gracze 3:0 (Wróbel 31'k. 90' Markowski 82')

2 kolejka

Podbeskidzie Bielsko-Biała - Skalnik Gracze 4:1 (Prusek 22' 83' Koman 60' Błasiak 75' - Worek 6')

Górnik Zabrze - GKS Katowice 1:0 (Gorszkow 42' sam.)

3 kolejka

Podbeskidzie Bielsko-Biała - GKS Katowice 1:1 (Koman 24' - Paweł Brożek 65')

Skalnik Gracze - Górnik Zabrze 0:5 (Aleksander 31' 32' 34' 62' Buśkiewicz 86')

4 kolejka

Górnik Zabrze - Podbeskidzie Bielsko-Biała 3:1 (Piotr Brożek 10' Aleksander 76' 90' - Rozmus 73')

Skalnik Gracze - GKS Katowice 2:5 (Worek 87' Kownacki 89' - Nawotczyński 7' Markowski 23' Agafon 53' Wróbel 80' 83')

5 kolejka

Skalnik Gracze - Podbeskidzie Bielsko-Biała 0:3 (Dubicki 13' Kompała 60' Błasiak 81')

GKS Katowice - Górnik Zabrze 1:2 (Markowski 41'k. - Chałbiński 18' Lička 37')

6 kolejka

GKS Katowice - Podbeskidzie Bielsko-Biała 1:2 (Agafon 83' - Rozmus 76' 84')

Górnik Zabrze - Skalnik Gracze 2:1 (Aleksander 65' 75' - Żarów 54')
| Poz. | Klub                       | M | Pkt. | Mecze | Mecze | Mecze | Bramki | Bramki |
| Poz. | Klub                       | M | Pkt. | zw.   | rem.  | por.  | zdob.  | str.   |
| ---- | -------------------------- | - | ---- | ----- | ----- | ----- | ------ | ------ |
| 1    | Górnik Zabrze              | 6 | 15   | 5     | 0     | 1     | 15     | 6      |
| 2    | Podbeskidzie Bielsko-Biała | 6 | 13   | 4     | 1     | 1     | 14     | 8      |
| 3    | GKS Katowice               | 6 | 7    | 2     | 1     | 3     | 11     | 8      |
| 4    | Skalnik Gracze             | 6 | 0    | 0     | 0     | 6     | 4      | 22     |

### Grupa 8
1 kolejka

Górnik Łęczna - Stal Mielec 2:1 (Wolański 33' Jezierski 38' - Leśniowski 4')

Polonia Warszawa - Korona Kielce 1:3 (Łukasiewicz 54' - Bednarek 25' Grzegorzewski 34' 72')

2 kolejka

Stal Mielec - Korona Kielce 2:4 (Misiaczek 28' Pęgiel 60' - Wójcik 7' 18' 22' Bilski 47')

Górnik Łęczna - Polonia Warszawa 0:0

3 kolejka

Polonia Warszawa - Stal Mielec 1:1 (Jarosiewicz 42'k. - Pęgiel 41')

Korona Kielce - Górnik Łęczna 2:2 (Radunović 34' Bilski 74' - Jezierski 80' Nikitović 86')

4 kolejka

Stal Mielec - Górnik Łęczna 0:1 (Nazaruk 12')

Korona Kielce - Polonia Warszawa 1:3 (Bajera 23' - Jarosiewicz 29' 40' 69'k.)

5 kolejka

Korona Kielce - Stal Mielec 4:0 (Piątkowski 18' Piechna 38' 75'k. Frankiewicz 59')

Polonia Warszawa - Górnik Łęczna 1:0 (Jarosiewicz 86'k.)

6 kolejka

Stal Mielec - Polonia Warszawa 0:3 (Szymanek 8' Jędrusiak 12' sam. Mazurkiewicz 80')

Górnik Łęczna - Korona Kielce 0:2 (Bilski 44'k. Wójcik 59')
| Poz. | Klub             | M | Pkt. | Mecze | Mecze | Mecze | Bramki | Bramki |
| Poz. | Klub             | M | Pkt. | zw.   | rem.  | por.  | zdob.  | str.   |
| ---- | ---------------- | - | ---- | ----- | ----- | ----- | ------ | ------ |
| 1    | Korona Kielce    | 6 | 13   | 4     | 1     | 1     | 16     | 8      |
| 2    | Polonia Warszawa | 6 | 11   | 3     | 2     | 1     | 9      | 5      |
| 3    | Górnik Łęczna    | 6 | 8    | 2     | 2     | 2     | 5      | 6      |
| 4    | Stal Mielec      | 6 | 1    | 0     | 1     | 5     | 4      | 15     |

## 1/8 finału
Mecze zostały rozegrane pomiędzy 5 a 24 marca 2005, a rewanże pomiędzy 22 marca a 13 kwietnia 2005.
Koszarawa Żywiec – Korona Kielce 2:2 (Socha 59'k. Kamionka 90' - Kośmicki 5' Wójcik 39')

Korona Kielce – Koszarawa Żywiec 2:1 (Grzegorzewski 29' Piechna 78' - Socha 44'k.)

-

Legia Warszawa – Górnik Zabrze 1:0 (Karwan 23')

Górnik Zabrze – Legia Warszawa 2:1, k. 2:3 (Chałbiński 28' 97'k. - Saganowski 95')

-

Zagłębie Lubin – KSZO Ostrowiec Świętokrzyski 1:0 (Niciński 38')

KSZO Ostrowiec Świętokrzyski – Zagłębie Lubin 2:2 (Sobczyński 66' Sojka 88' - Niciński 17' Łobodziński 60')

-

GKS Bełchatów – Wisła Płock 0:1 (Vujović 64')

Wisła Płock – GKS Bełchatów 3:1 (Romuzga 44' Jeleń 72'k. 80' - Pawlusiński 24')

-

Odra Wodzisław Śląski – Dyskobolia Grodzisk Wielkopolski 1:2 (Rocki 26'k. - Ślusarski 54' Pawlak 69'k.)

Dyskobolia Grodzisk Wielkopolski – Odra Wodzisław Śląski 2:1 (Porázik 18' 65' - Szewczuk 75')

-

Lech Poznań – Amica Wronki 2:1 (Nawrocik 1' Lasocki 79' - Gregorek 44')

Amica Wronki – Lech Poznań 1:1 (Kryszałowicz 13' - Zakrzewski 9')

-

Podbeskidzie Bielsko-Biała – Pogoń Szczecin 1:1 (Pater 80' - Divecký 90')

Pogoń Szczecin – Podbeskidzie Bielsko-Biała 1:0 (Michalski 43')

-

Wisła Kraków – Polonia Warszawa 5:0 (Błaszczykowski 3' Kłos 18' Stolarczyk 39' 59' Żurawski 41')

Polonia Warszawa – Wisła Kraków 2:2 (Doroș 46' Jakosz 80' - Kłos 4' Paweł Brożek 38')

## Ćwierćfinały
Pierwsze mecze zostały rozegrane 11 maja 2005, a rewanże 18 maja 2005.
Lech Poznań – Legia Warszawa 0:0

Legia Warszawa – Lech Poznań 2:1 (Vuković 17' Sokołowski II 90' - Zakrzewski 30')

-

Korona Kielce – Dyskobolia Grodzisk Wielkopolski 2:4 (Piechna 14' 64' - Vranješ 26' Ślusarski 75' Kaczmarczyk 82' Owczarek 89' sam.)

Dyskobolia Grodzisk Wielkopolski – Korona Kielce 2:2 (Sikora 55' Ślusarski 84' - Piechna 1' Kośmicki 80'k.)

-

Pogoń Szczecin – Wisła Kraków 0:0

Wisła Kraków – Pogoń Szczecin 1:0 (Kłos 85')

-

Wisła Płock – Zagłębie Lubin 1:1 (Dżikia 60'k. - Szczypkowski 86'k.)

Zagłębie Lubin – Wisła Płock 3:0 (Łobodziński 19' 29' Piszczek 48')

## Półfinały
Pierwsze mecze zostały rozegrane 6 czerwca 2005, a rewanże 15 czerwca 2005.
Legia Warszawa – Dyskobolia Grodzisk Wielkopolski 1:1 (Karwan 17' - Sikora 64')

Dyskobolia Grodzisk Wielkopolski – Legia Warszawa 1:1, k. 4:1 (Vranješ 17' - Sokołowski I 34')

-

Wisła Kraków – Zagłębie Lubin 1:0 (Paweł Brożek 6')

Zagłębie Lubin – Wisła Kraków 3:1 (Łobodziński 15' Piszczek 80' Bartczak 86' - Żurawski 74')

## Finał
| Drużyna 1                        | Wynik dwumeczu | Drużyna 2      | Pierwszy mecz | Drugi mecz |
| -------------------------------- | -------------- | -------------- | ------------- | ---------- |
| Dyskobolia Grodzisk Wielkopolski | 2:1            | Zagłębie Lubin | 2:0           | 0:1        |

### Pierwszy mecz
| 18 czerwca 2005 20:00 | Dyskobolia Grodzisk Wielkopolski · Piechniak 28' · Ślusarski 31' | 2:0Raport | Zagłębie Lubin | Stadion Dyskobolii Grodzisk Wielkopolski, Grodzisk Wielkopolski Widzów: 4 000 Sędzia: Jacek Granat (Warszawa) |
|                       |                                                                  |           |                | |

### Rewanż
| 21 czerwca 2005 20:00 | Zagłębie Lubin · Iwański 22' | 1:0Raport | Dyskobolia Grodzisk Wielkopolski | Stadion Zagłębia Lubin, Lubin Widzów: 8 000 Sędzia: Mirosław Ryszka (Warszawa) |
|                       |                              |           |                                  |                                                                                |

2 września 2020 roku Dyskobolia straciła trofeum w wyniku afery korupcyjnej i trofeum nie zostało przyznanie żadnej drużynie.